# Bulbophyllum longibrachiatum
Bulbophyllum longibrachiatum é uma espécie de orquídea (família Orchidaceae) pertencente ao gênero Bulbophyllum. Foi descrita por Zhan Huo Tsi em 1981.